# بيز ميديل
بيز ميديل (بالإنجليزية: Piz Medel)‏ هو أحد جبال سلسلة جبال الألب ليبونتيني ويقع في كانتون غراوبوندن/كانتون تيسينو في سويسرا. يحتل المرتبة رقم 129 في قائمة جبال سويسرا من حيث الارتفاع، إذ يبلغ ارتفاعه حوالي 3211 متر، بينما يبلغ ارتفاع نتوء الجبل 952 متر، هذا وقد سجل أول وصول لقمة الجبل عام 1865.